# Rekrut 67 Petersen
Rekrut 67 Petersen er en dansk komediefilm fra 1952 instrueret af Poul Bang og skrevet af Arvid Müller og John Olsen. Filmen hører til blandt de tidlige soldaterfarcer.

## Medvirkende
- Lily Broberg
- Gunnar Lauring
- Kate Mundt
- Ib Schønberg
- Buster Larsen
- Dirch Passer
- Rasmus Christiansen
- Henry Nielsen
- Henny Lindorff
- Ove Sprogøe
- Valdemar Skjerning
- Inge Ketti
- Else Jarlbak